# Прокофьево (Московская область)
Прокофьево — деревня в Можайском районе Московской области, в составе городского поселения Уваровка. На 2010 год, по данным Всероссийской переписи 2010 года, постоянного населения не зафиксировано. До 2006 года Прокофьево входило в состав Колоцкого сельского округа.
Опустевшая деревня (на современной карте обозначается, как урочище) располагалась в центральной части района, у истока реки Колочь, примерно в 3,5 км к юго-западу от пгт Уваровка, высота над уровнем моря 263 м. Ближайшие населённые пункты — Гриднево на восток и Корытово на север.